# Коронадо (Уругвай)
Коронадо (исп. Coronado) — населённый пункт на севере Уругвая, на территории департамента Артигас.

## География
Расположен в северо-западной части департамента, к востоку от реки Уругвай, вблизи места впадения в неё ручья Санта-Роса, на расстоянии приблизительно 117 километров (по прямой) к западу-северо-западу (WNW) от города Артигаса, административного центра департамента. Абсолютная высота — 50 метров над уровнем моря. К востоку от Коронадо проходит национальная автомагистраль № 3.

## История
Поселение было основано в 1885 году. Название восходит к фамилии полковника Иполито Коронадо (1840—1876).

## Население
По данным переписи 2011 года, численность населения составляла 438 человек (230 мужчин и 208 женщин). Имелось 173 дома. Динамика численности населения Коронадо по годам:
| Год  | Население |
| ---- | --------- |
| 1963 | 360       |
| 1975 | 441       |
| 1985 | 403       |
| 1996 | 373       |
| 2004 | 469       |
| 2011 | 438       |